# Поцхверия, Михаил Иванович
Михаи́л Ива́нович Поцхве́рия (груз. მიხეილ ფოცხვერია; род. 12 августа 1975, Курундус, Новосибирская область) — грузинский и украинский футболист, играл на позиции нападающего.

## Клубная карьера
Родился 12 августа 1975 года в селе Курундус. Отец — грузин, Иван Михайлович, мать — русская, Людмила Ильинична. Познакомились они в Сибири, куда приехали на заработки. В самой Грузии Михаил прожил всего несколько лет, после чего с родителями перебрался в Луганскую область.
Первый тренер — Николай Данченко. Окончил Луганский спортинтернат (тренеры — Вадим Добижа, Сергей Чёрных).
В профессиональном футболе дебютировал в 1991 году, выступая за «Химик Северодонецк», в составе которого принял участие только в 6 матчах чемпионата.
В сезоне 1992/93 выступал за «Динамо Луганск», после чего перебрался в российский «Ростов», но играл там за вторую команду, поэтому в том же году вернулся в Луганск, где стал выступать за «Зарю».
Летом 1995 года перешёл в «Металлург Запорожье», выступая за который, на сборах в Германии был замечен бременским «Вердером». После спаррингового матча к Михаилу подошли немцы и предложили остаться в Германии, Поцхверия согласился и оказался в дубле «Вердера», который тогда тренировал будущий наставник первой команды Томас Шааф. Однако немцы и руководство «Металлурга» в каких-то моментах не нашли общего языка, и Поцхверия вернулся в Запорожье.
Своей игрой за запорожцев он привлёк внимание представителей тренерского штаба донецкого «Шахтёра», к которому присоединился в 1996 году. Он сыграл за донецкую команду следующие два сезона своей карьеры, выиграв за это время кубок Украины по футболу и дважды став серебряным призёром чемпионата.
В дальнейшем он защищал цвета днепропетровского «Днепра», «Алании» и «Мерани Тбилиси».
Он завершил профессиональную игровую карьеру в грузинском клубе «Мерани Тбилиси», в составе которого выступал в течение 2001 года, после чего вынужден был завязать с футболом из-за постоянных травм.

## Выступления за сборную
В 1996 году Поцхверия дебютировал в официальных матчах в составе национальной сборной Грузии. На протяжении карьеры в национальной команде, которая длилась 4 года, провёл в форме главной команды страны лишь 4 матча.